# Derenkowez
Derenkowez (ukrainisch Деренковець; russisch Деренковец, polnisch Dereńkowiec) ist ein Dorf in der ukrainischen Oblast Tscherkassy mit etwa 1700 Einwohnern (2001).
Das erstmals 1192 schriftlich erwähnte Dorf liegt auf einer Höhe von 98 m am rechten Ufer des Ros, einem 346 km langen, rechten Nebenfluss des Dnepr, 4 km östlich vom Gemeindezentrum Nabutiw (Набутів), 15 km östlich vom ehemaligen Rajonzentrum Korsun-Schewtschenkiwskyj und etwa 55 km westlich vom Oblastzentrum Tscherkassy.
Nördlich vom Dorf verläuft die Territorialstraße T–2403.
Am 19. September 2016 wurde das Dorf zum Zentrum der neugegründeten Landgemeinde Nabutiw, bis dahin bildete die gleichnamige Landratsgemeinde Derenkowez (Деренковецька сільська рада/Derenkowezka silska rada) im Osten des Rajons Korsun-Schewtschenkiwskyj.
Am 17. Juli 2020 kam es im Zuge einer großen Rajonsreform zum Anschluss des Rajonsgebietes an den Rajon Tscherkassy.